# Thionia humilis
Thionia humilis är en insektsart som beskrevs av Fowler 1904. Thionia humilis ingår i släktet Thionia och familjen sköldstritar. Inga underarter finns listade i Catalogue of Life.